# Grythyttan
Grythyttan est une localité de Suède dans la commune de Hällefors située dans le comté d'Örebro.
Sa population était de 828 habitants en 2019.